# ونلافاکسین
ونلافاکسین (Venlafaxine) (که با نام‌‌ های تجاری:اِفِکسُور(تولید و ساخت شرکت فایزر آمریکا)، فلاکسور(ساخت شرکت تهران شیمی، ایران)، ونلاکسین(ساخت شرکت سبحان دارو، ایران)، دپرکسین(ساخت شرکت سامی ساز مشهد)، ولفیکس(ساخت شرکت دات مدیپروداکتز هند)، ونلافکس(ساخت شرکت آریا، ایران)، ونلاسک(ساخت شرکت گلاکسواسمیت‌کلاین انگلستان)، ونکس(ساخت شرکت کرکا، اسلوونی)، دپریلکس(ساخت تدبیر کالای جم، ایران)، آلوینتا(ساخت شرکت اکتوورکو، ایران) و... به فروش میرسد یک داروی ضدافسردگی از گروه مهارکننده‌های بازجذب سروتونین، نوراپی نفرین و به میزان نسبتاً کمتری دوپامین است. این دارو نخست در سالِ ۱۹۹۳ (میلادی) ارائه شد و برای درمانِ اختلال افسردگی اساسی، اختلال وسواس فکری-عملی، اختلال خودبیمارانگاری، اختلال اضطراب جدایی، اختلالات شخصیت، اختلال کم‌توجهی بیش‌فعالی، الکلیسم، درمان کمکی علائم غالباً روانی ترک سوء مصرف مواد، اختلال وسواسی-جبری، اختلال اضطراب فراگیر، اختلال اضطراب اجتماعی و اختلال پانیک(وحشت زدگی) تجویز می‌شود. ونلافاکسین بیشتر از سایر داروهای ضد افسردگی("به غیر از مهارکننده های مونوآمین اکسیداز که شبه آمفتامین هستند.") حالت مانیا و سرخوشی، گاهی اوقات بلافاصله(تقریباً نادر) پس از مصرف در فرد ایجاد می کند. از این رو یکی از برترین داروهای ضد افسردگی به شمار می رود. به خصوص برای کسانی که دارای افسردگی های حاد و مالیخولیایی هستند، به هر حال ونلافاکسین مهارگر متوسط تا قوی بازجذب دوپامین است. این دارو ممکن است، فاز مانیا یا هیپومانیا(اغلب) اختلال دوقطبی را به شدت تشدید کند. همچنین علائم ترک آن از دیگر داروهای ضد افسردگی به خصوص از بُعد روانی سخت‌تر است. ونلافاکسین در کبد کاتالیز گسترده‌ای داشته و چون عمدتاً از طریق ایزوآنزیم سیتوکروم پی ۴۵۰ تجزیه می گردد با داروهای زیادی نیز تداخل دارد. این دارو در ۲۹٪ مصرف‌کنندگان با گیجی و خواب آلودگی مخصوصاً در دوزهای اولیه مصرف همراه بوده و در ۷۱٪ مصرف کنندگان با اضطراب و بیقراری همراه بوده است. ونلافاکسین برای اولین بار توسط شرکت داروسازی آمریکایی فایزر با نام تجاری اِفِکسور(Effexor) ساخته و مجوز FDA(سازمان غذا و داروی آمریکا) را پس از مدت کوتاهی؛ دریافت کرد.
همان طور که در بالا گفته شد ونلافاکسین بیشتر از سایر داروهای ضد افسردگی البته به جز مهارکنندگان مونوآمین اکسیداز که ساختار آمفتامینی دارند، حالت مانیا (سرخوشی یا شیدایی) ایجاد می‌کند این تاثیر در بیماران مبتلا به اختلال دوقطبی و اختلال کم‌توجهی بیش‌فعالی(اغلب APHD بزرگسالان) بیشتر دیده می شود. این عملکرد احتمالاً به دلیل این مکانیسم است که این دارو هم‌زمان به غیر از سروتونین و نوراپی‌نفرین، دیگر ناقل های شیمیایی مغز به خصوص دوپامین را نیز به طور متوسط تحت تاثیر قرار می دهد. از این رو ونلافاکسین مهارکننده بازجذب سروتونین-اپی‌نفرین-نوراپی‌نفرین-دوپامین است. اما این دارو تاثیری بر گیرنده های بتا و آلفا آدرنرژیک ندارد و بر گیرنده های نیکوتینی و موسکارینی نیز تاثیری ندارد. اگرچه طبق گفته برخی منابع معتبر پزشکی(اغلب ژورنال‌های بین المللی) ونلافاکسین به طور خفیف تا متوسط، بر گیرنده های کولینرژیک، هیستامینی، موسکارینی و نیکوتینی بسته به دوز بعنوان آگونیست در برخی افراد(اغلب سنین ۳۲ تا ۵۵ ساله و جنس مونث) تاثیرگذار است. دانشمندان بیان کرده‌اند که افراد سیگاری و کسانی که درکل مواد محرک از هر نوعی مصرف می‌کنند به دوزهای بالاتری از ونلافاکسین نیاز دارند زیرا مواد محرک سبب افزایش متابولیسم بدن می‌شود و همچنین برخلاف این مواد، انواع موادی که باعث آرام‌بخشی، سستی‌ و‌ منگی و خواب آلودگی می‌شوند مانند مورفین یا دیازپام سرعت دفع دارو را کاهش می‌دهند. اولین فرضیه یعنی اثر آگونیستی آن سبب می شود، ونلافاکسین بر اشتها، خواب، انرژی، تمرکز، توجه و حافظه نیز تاثیر مثبت داشته باشد. اما علاوه بر اینکه با داروهای آنتی هیستامین تداخل دارد ممکن است موجب بدتر شدن انواع آلرژی و حساسیت مرتبط با هیستامین نیز گردد.↵این دارو ممکن است نتیجه تست اعتیاد را به‌طور کاذب مثبت نشان دهد.↵داروی نسبتاً مشابه به ونلافاکسین↵دولوکستین است که البته بر طبق آمار پس از مصرف غالباً حالت منگی‌، سستی و خواب آلودگی برخلاف ونلافاکسین ایجاد می کند. و یا حداقل گیجی شدیدتری را به همراه دارد. ۷۶ درصد از مصرف کنندگان دولوکستین با نام تجاری سیمبالتا، پس از مصرف(تقریباً هر بار) دچار خواب آلودگی متوسط می‌شوند.

## کارکرد داروشناختی
ونلافاکسین به‌خوبی از لوله گوارش جذب می‌شود و در عرض ۲٫۵ ساعت به بیشترین غلظت پلاسمائی می‌رسد. نیمه عمر آن حدود ۳٫۵ ساعت است و تنها متابولیت فعال آن، اُ - دسمتیل ونلافاکسین، نیمه عمر ۹ ساعت دارد؛ بنابراین ونلافاکسین باید ۲ تا ۳ بار در روز مصرف شود.
ونلافاکسین مهارکننده غیرانتخابی بازجذب سه آمین بیوژن سروتونین، نوراپی‌نفرین و به مقدار کمتری دوپامین می‌باشد. ونلافاکسین بر روی گیرنده‌های موسکارینی، نیکوتینی، هیستامینرژیک، اپیوئید (شبه‌افیونی) یا آدرنرژیک اثری ندارد و به‌عنوان MAOI نیز فعالیت ندارد.

## کارآئی درمانی
ونلافاکسین برای درمان اختلال افسردگی ماژور و اختلال اضطراب فراگیر تأیید شده‌است. بسیاری از افراد شدیداً افسرده با دوز ۲۰۰ میلی‌گرم در روز و در عرض ۲ هفته به ونلافاکسین پاسخ می‌دهند، که این دوره زمانی تا حدودی کوتاه‌تر از ۲ تا ۴ هفته است که معمولاً برای شروع اثر SSRIها (سرترالین- فلوکستین -پاروکستین)لازم می‌باشد؛ بنابراین دوزهای بالای ونلافاکسین برای درمان افراد مبتلا به بیماری شدیدی که نیاز به پاسخ سریع دارند ترجیح داده می‌شود. البته به‌نظر می‌رسد که سمپاتومیمتیک‌ها (مقلدهای سمپاتیک) مانند امفتامینها، و شوک الکتریکی سریع‌ترین شروع اثر ضدافسردگی را داشته باشند که معمولاً در عرض یک هفته آشکار می‌شود. ونلافاکسین در مقایسه مستقیم با فلوکستین برای درمان افراد شدیداً افسرده دارای خصوصیات مالیخولیائی مؤثر می‌باشد. مقایسه مستقیم ونلافاکسین و سرترالین که مؤثرترین SSRI برای درمان افسردگی شدید دارای خصوصیات مالیخولیائی می‌باشد، هنوز گزارش نشده‌است.
ونلافاکسین برای درمان نوروپاتی دیابتی و پیشگیری از میگرن از برچسب خارج استفاده شده‌است (با این حال در بعضی از افراد ونلافاکسین می‌تواند باعث تشدید یا ایجاد میگرن شود). این امر ممکن است از طریق اثراتی بر روی گیرنده مواد افیونی روی درد کار کند. همچنین مشخص شده‌است که شدت «گرگرفتگی» در زنان یائسگی یائسگی در درمان هورمونی برای درمان سرطان پروستات کاهش می‌یابد.

### موارد منع مصرف
ونلافاکسین در بیماران حساس به آن توصیه نمی‌شود و نباید از طرف کسی که به مواد غیرفعال حساسیت دارد مصرف شود، که شامل ژلاتین، سلولز، اتیل سلولز، اکسید آهن، دی‌اکسید تیتانیوم و هیپرملوز است. این دارو نباید در رابطه با یک مهار کننده مونوآمین اکسیداز (MAOI) مورد استفاده قرار گیرد، زیرا می‌تواند باعث سندرم سروتونین بالقوه کشنده شود.

## رهنمودهای بالینی
اول از همه پیشنهاد مشود این قرص در شب مصرف شود، (البته توجه شود اگر با مشکلات خواب از قبیل بی خوابی در بیماری افسردگی دست و پنجه نرم می‌کنید مصرف آن قبل از خواب می‌تواند موجب افزایش تمرکز و توجه و بی خوابی شود، در نتیجه اگر دچار بیخوابی هستید پیشنهاد می‌شود صبح‌ها آن را مصرف کنید) برای به حداقل رساندن عوارض جانبی، به‌خصوصی تهوع،
ونلافاکسین دارای قرص‌های زودرهش ۲۵، ۵/۳۷، ۵۰، ۷۵ و ۱۰۰ میلی‌گرمی و کپسول‌های طولانی‌رهش ۳۷/۵، ۷۵ و ۱۵۰ میلی‌گرمی می‌باشد. کپسول‌های طولانی رهش به‌صورت تک‌دوز قبل از خواب تا حداکثر ۲۲۵ میلی‌گرم در روز تجویز می‌گردند. قرص‌ها و کپسول‌های طولانی‌رهش به یک اندازه قدرت دارند و درمان افرادی را که یکی را دریافت می‌کنند می‌توان به دوز معادلی از دیگری تغییر داد.
دوز معمول شروع در افراد افسرده ۷۵ میلی‌گرم در روز است که به شکل قرص‌هائی در ۲ تا ۳ دوز منقسم در روز یا به شکل کپسول‌های طولانی‌رهش در یک دوز قبل از خواب داده می‌شود. در برخی از افراد لازم است برای به حداقل رساندن عوارض جانبی، به‌خصوص تهوع، قبل از خواب داده می‌شود. در برخی از افراد لازم است برای به حداقل رساندن عوارض جانبی، به‌خصوصی تهوع، قبل از بالا بردن دوز تا ۷۵ میلی‌گرم در روز، دوز شروع به مدت ۴ تا ۷ روز، ۵/۳۷ میلی‌گرم در روز باشد. در افراد مبتلا به افسردگی می‌توان دوز را تا ۱۵۰ میلی‌گرم در روز بالا برد و آن را به شکل قرص‌هائی در ۲ یا ۳ دوز منقسم یا به شکل کپسول‌های طولانی رهش یک بار در شب تجویز کرد، البته تنها پس از یک دوره کافی از ارزیابی بالینی با دوز کمتر (معمولاً ۲ تا ۳ هفته)، دوز را می‌توان هر ۴ روز یا بیشتر به اندازه ۷۵ میلی‌گرم در روز بالا برد. افراد مبتلا به افسردگی متوسط احتمالاً به دوزهائی بیشتر از ۲۲۵ میلی‌گرم در روز نیاز نخواهند داشت، در حالی‌که افراد شدیداً افسرده ممکن است برای رسیدن به پاسخی مناسب به دوزهای ۳۰۰ تا ۳۷۵ میلی‌گرم در روز نیاز داشته باشند.
تجویز دوز ۲۰۰ میلی‌گرم در روز از آغاز ممکن است باعث پاسخ ضدافسردگی سریع در عرض ۱ تا ۲ هفته شود. بیشترین دوز ونلافاکسین ۳۷۵ میلی‌گرم در روز است. در افرادی که به کاهش شدید عملکرد کبدی یا کلیوی مبتلا هستند، دوز ونلافاکسین را باید نصف کرد. در صورت نیاز به قطع دارو، دوز ونلافاکسین را باید به‌تدریج در عرض ۲ تا ۴ هفته کاهش داد.

## احتیاط‌ها و عوارض جانبی
ونلافاکسین عموماً به‌خوبی تحمل می‌شود. موارد زیر شایع‌ترین عوارض جانبی هستند که در مطالعات شاهددار به شکل قابل‌ملاحظه‌ای در ونلافاکسین شایع‌تر از دارونما دیده شده‌است: تهوع (۳۷٪ تمام افراد درمان‌شده)، خواب‌آلودگی (۲۳٪)، خشکی دهان (۲۲٪)، گیجی (۱۹٪)، عصبی شدن (۱۳٪)، یبوست (۱۵٪)، آستنی (۱۲٪)، اضطراب (۶٪)، بی‌اشتهائی (۱۱٪)، تاری دید (۶٪)، انزال یا ارگاسم غیرطبیعی (۱۲٪) و ناتوانی جنسی (۶٪). با استفاده از کپسول‌های طولانی‌رهش بروز تهوع تا حدودی کاهش می‌یابد. عوارض جانبی جنسی ونلافاکسین را می‌توان همانند عوارض جانبی جنسی SSRIها درمان کرد. به‌علت متابولیسم سریع و فقدان نسبی اتصال به پروتئین، قطع ناگهانی ونلافاکسین ممکن است باعث به‌وجود آمدن سندرم قطع شود که شامل تهوع، خواب‌آلودگی، و بی‌خوابی می‌باشد؛ بنابراین دوز ونلافاکسین باید به‌تدریج در عرض ۲ تا ۴ هفته کاهش داده شود.
نگران‌کننده‌ترین عارضه جانبی مربوط به ونلافاکسین، افزایش فشار خون در برخی افراد است، به‌خصوص در آنهایی که با بیش از ۳۰۰ میلی‌گرم در روز درمان می‌شوند. در کارآزمائی‌های بالینی در افرادی که ۳۷۵ میلی‌گرم ونلافاکسین در روز دریافت می‌کردند. افزایش متوسطی به اندازه ۲/۷ میلی‌متر جیوه در فشار خون دیاستولی مشاهده شد؛ در مقابل هیچ تغییر قابل‌توجهی در افرادی که ۷۵ تا ۲۲۵ میلی‌گرم در روز دریافت می‌کردند و کاهش متوسطی به اندازه ۲/۲ میلی‌متر جیوه در افرادی که دارونما (پلاسیبو)می‌گرفتند مشاهده گردید. در یک مطالعه افزایش پایدار فشار خون به سطوحی بالاتر از ۹۰/۱۴۰ در ۲٪ افرادی که دارونما می‌گرفتند، ۳٪ افرادی که کمتر از ۱۰۰ میلی‌گرم ونلافاکسین در روز می‌گرفتند، ۵٪ افرادی که ۱۰۱ تا ۲۰۰ میلی‌گرم در روز دریافت می‌کردند. ۷٪ افرادی که ۲۰۱ تا ۳۰۰ میلی‌گرم در روز دریافت می‌کردند و ۱۳٪ افرادی که بیش از ۳۰۰ میلی‌گرم در روز می‌گرفتند، مشاهده شد؛ بنابراین در افرادی که قبلاً فشار خون داشته‌اند باید از این دارو با احتیاط و تنها در دوزهای کمتر استفاده کرد.
در حال حاضر اطلاعاتی در مورد استفاده از ونلافاکسین توسط زنان حامله و شیرده در دسترس نمی‌باشد. البته پزشکان باید تا زمان کسب تجربیات بالینی بیشتر از تجویز تمام داروهائی که به تازگی معرفی شده‌اند برای زنان حامله و شیرده خودداری کنند.

## تداخل‌های داروئی
به‌نظر می‌رسد که سایمتیدین متابولیسم کبدی گذر اول ونلافاکسین را مهار می‌کند و غلظت داروی متابولیزه نشده را بالا می‌برد. البته چون متابولیت، عمدتاً مسئول اثر درمانی می‌باشد، این تعامل تنها در افرادی که از قبل هیپرتانسیون یا بیماری کبدی دارند اهمیت دارد که در آن‌ها نباید از این ترکیب استفاده کرد. ونلافاکسین ممکن است در صورت تجویز همزمان، غلظت پلاسمائی هالوپریدول را بالا ببرد. همانند تمام داروهای ضدافسردگی نباید در عرض ۱۴ روز پس از استفاده از MAOIها، از ونلافاکسین استفاده کرد؛ و این مسئله ممکن است اثر آرام‌بخشی - رخوت‌زائی سایر داروهائی را که بر روی سیستم اعصاب مرکزی عمل می‌کنند تقویت کند.